# オープンスカイプロジェクト

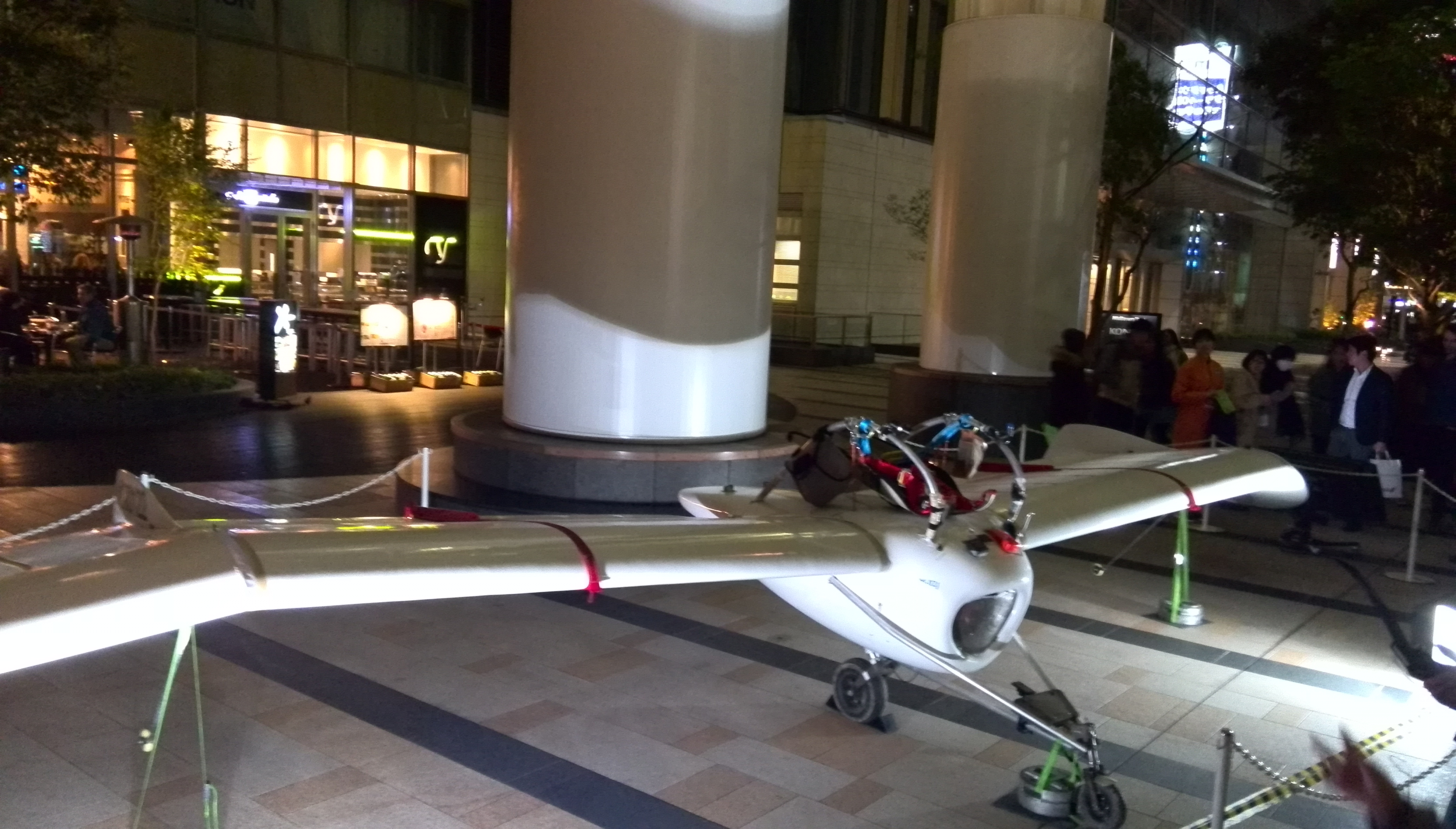
六本木アートナイト2014で展示されたM-02J

オープンスカイプロジェクトとは、漫画・アニメ『風の谷のナウシカ』に登場する架空の乗り物「メーヴェ」に触発された八谷和彦が、実際に飛行可能な一人乗りのジェットグライダーの試作を試みるプロジェクトの名称である。

## プロジェクトの内容
日本において、ほとんど飛行機が作られなくなった当時の現状（2013年〈平成25年〉現在）に対する提言として、「経済合理性がなくても、素人でも、アートなら作ることができる」という位置づけでの飛行機製作に挑戦したと伝えられている。八谷和彦が代表（2003年当時）を務める株式会社ペットワークスと、四戸哲が代表を務める飛行機メーカー、有限会社オリンポスの共同プロジェクトとして開始されたが、休止期間（後述）の間に予算や作業量の負担が限界に達しつつあることを理由としてオリンポスがプロジェクトから撤退している。
具体的な達成目標は、宮崎駿原作の『風の谷のナウシカ』の劇中に出てくる架空の航空機「メーヴェ」の機体コンセプトを参考にしながらも、「体重50 Kg程度の人ひとりを乗せて」「実際に飛行可能な」「ジェットエンジンを搭載したパーソナルグライダー」の完成であるとされている。機体は不定期に日本国内の各地の展覧会などで公開され、実験はYoutubeなどで配信されている。
なお重大事故に考慮して、このプロジェクトは八谷和彦個人およびペットワークスに責任があって、スタジオジブリ、二馬力、徳間書店、博報堂などとは関係がないと明言されている。

## 機体
白いガル翼の無尾翼機で、主な材質は木材およびFRPである。機体は胴体ポッドと内翼・外翼の両主翼から構成される。操縦者は機体の上に腹ばいになり、ピッチコントロールは体重移動で、ロール制御は体を捻ることによるエルロンで操縦する設計となっており、操縦特性はハンググライダーに近い。八谷本人によると自分では無理だが、訓練次第では立ち乗りも可能かもしれないとコメントしている。機体は「メーヴェの1/2サイズの飛行可能な模型」であるフェーズ1「2分の1サイズ模型」、無動力の初級滑空機であるフェーズ2「M-01」と「M-02」、ジェットエンジンを搭載したフェーズ3「M-02J」の4機が製作された。なお、フェーズ2と3の機体の番号につけられた「M」は「メーヴェ（Möwe）」の頭文字である。
フェーズ2（2型）以降の機体設計は四戸が、製造はオリンポスが行った。M-02の時点では公募した女性パイロットが操縦したこともあったが、M-02Jではパイロットは航空局の許可の関係で機体特性を熟知し似た航空機の操縦経験が問われるため、八谷のみとなっている。また、量産化や市販の予定もない。

### 2分の1サイズ模型
「メーヴェ1/2」とも。実機の1/2スケールのラジコン機で、全幅4メートル、機体重量16キログラム。模型用のジェットエンジンを装備している。設計の際には無尾翼型の固定翼ハンググライダースイフトが参考とされた。八谷による設計を元にカミスモケイが機体を製作し、三ヶ月の製作期間を経て2003年（平成15年）4月7日に利根川河川敷で初飛行。現在は熊本市現代美術館にコレクションされている。

### M-01
一機目のグライダー機（初級滑空機）で、飛行は行っていない。2004年（平成16年）に設計・制作を開始し、1/12.5スケールや1/5スケールの模型で飛行試験を行った後、同年11月に実機の制作に着手し、完成直後に2005年日本国際博覧会（愛・地球博）で初展示された。その後、数カ所で展示された後に解体され、主翼は分解後にM-02Jの主翼の一部として、胴体ポッドは展示用の「M-02操縦シミュレーター」として再利用されている。

### M-02
二機目のグライダー機（初級滑空機）。空力特性の検証や、操縦性の確認、またM-02Jの滑空訓練機としての役割も持つ。M-01から設計が変更され、主翼への垂直板の追加やガル翼の角度変更が行われた。発航にはゴム索を用いる。2006年（平成18年）4月21日に明星大学のグラウンドで初飛行し、高度約3メートル（ジャンプ飛行）、飛行距離80メートルを記録した。その後、とよころ飛行場や朝霧高原、金沢市民芸術村などで通算70回以上の飛行を行い、高度は20メートル、飛行距離は150メートル以上にまで到達。現在は金沢21世紀美術館にコレクションされている。

### M-02J
ジェットエンジンを搭載した動力機。設計はエンジンを装備すること以外はM-02と基本的に同一だが、サスペンションなど降着装置まわりが強化されている。2004年にエンジンの選定を開始し、2006年12月には機体の制作が開始された。2008年（平成20年）12月には燃料系が未完成の状態でロールアウト展として展示。2010年（平成22年）4月15日にふくしまスカイパークで滑走試験が行われたが、エンジンに故障が発生したことで、計画は約2年の休止を余儀なくされている。
休止期間中に機体の改造が行われ、エンジンは当初は仏アビエーション・デザイン社のT-340エンジン（最大推力：30 kg）を装備していたが、アビエーション・デザイン社が倒産していたため故障後の修理が行えず、オランダのAMT社製のTitanエンジン（最大推力：40 kg）に換装された。また、エンジン換装に併せて、低速時のふらつきを解消するために垂直板にアウトリガーを増設している。改造後に2012年（平成24年）11月から12月にかけて、野田市スポーツ公園で第二次滑走試験が行われた。2013年（平成25年）7月に航空局から試験飛行用の機体記号『JX0122』を取得、野田市スポーツ公園で高度3メートルまでのジャンプ飛行試験を開始。同月に千代田区にある「アーツ千代田3331」にてM-02Jの機体とそのテストフライト映像を公開している。その後、2014年（平成26年）から北海道滝川市にある、グライダー滑空場たきかわスカイパークでジャンプ飛行試験を開始。7月27日の「サマースカイフェスタ2014」で公開試験飛行が行われる予定だったが、 当日は豪雨のために飛行イベントは中止になった。しかし、たきかわスカイパークの滑走路及び周辺の敷地が広くて試験飛行を行うには非常に安全な環境であることが判明したため、これ以降の試験飛行はほぼすべてたきかわスカイパークで実施されることとなる。2014年8月までに通算60本のジャンプ飛行試験飛行が行われ、2014年9月には第二段階（高度200m以下の飛行）の試験飛行に移行するが、40本ほどのS字飛行を終えたあと、場周飛行を実施する直前に、離陸距離の短縮や最大上昇率を向上し、機体の余力をあげ、場周飛行を安全にすることを目的にエンジンの換装を検討。2015年にAMT社のNikeエンジン（最大推力：80 kg）への換装作業が行われる。エンジン換装は機体の重要な変更にあたるため再び第一段階のジャンプ飛行試験を2015年9月〜10月に30本実施したあと、2016年5月から再び第二段階の試験飛行に移行した。その後、40本ほどのS字飛行をこなし、平成28年7月31日、たきかわスカイパーク（北海道滝川市）で初の公開飛行が複数回行われ、高度70m、約２〜３分間の飛行に成功した。

### 諸元
M-02
- 全長：3.13 m
- 全幅：9.64 m
- 全高：1.32 m
- 主翼面積：12.2 m2
- 機体重量（乾燥重量）：66 kg
- 乗員：1名

M-02J
- 全長：2.67 m
- 全幅：9.63 m
- 全高：1.36 m
- 主翼面積：12.2 m2
- 機体重量（乾燥重量）：100kg
- 最大離陸重量：173 kg
- エンジン：
アビエーション・デザイン T-340 タービン（推力：30 kg） × 1（2010年まで）
AMT Titan ターボジェット（推力：40 kg） × 1（2012〜2014）
AMT Nike ターボジェット（推力：80 kg） × 1（2015〜）
- ただし、現在Nikeエンジンの最大出力は65kg程度になるよう、ECUによるリミットがかけられている。
- 最大水平速度：111 km/h
- 乗員：1名

## オシュコシュエアショー2019
2019年7月22〜28日に行われた世界最大規模のエアショー、EAA AirVenture Oshkosh 2019（Homebuilders Hangar）に参加、日本時間7月25日には、M-02JがB-25とF-22の間にデモフライトを行ったことをTwitterで報告した。クラウドファンディングのCAMPFIREで資金調達した。